# Universiteit van Amsterdam
Universiteit van Amsterdam (UvA) (dansk Universitetet i Amsterdam) er et omfattende forsknings universitet placeret i hjertet af byen Amsterdam, Holland. Med over 25.000, 5.000 ansatte og et budget på €487 million er universitetet en af de store universiteter i Europa. Der er syv fakulteter humaniora, social- og adfærds-videnskab, økonomi, jura, naturvidenskab, medicin og tandlægevidenskab. Universitetet har et stort internationalt program og tilbyder over 85 masterprogrammmer på engelsk og mange kurser i hollandsk og engelsk. Universiteit van Amsterdam (UvA) skal ikke forveksles med Amsterdams andet universitet, Vrije Universiteit (VU). 

## Eksterne links
- Universiteit van Amsterdam hollandsk
- Universiteit van Amsterdam engelsk Arkiveret 1. september 2006 hos  Wayback Machine
- Universiteit van Amsterdam, slide show Arkiveret 12. juni 2008 hos  Wayback Machine
- Universiteit van Amsterdam. meninger fra ERASMUS og andre internationale studerende på iAgora.com

52°22′6″N 4°53′25″Ø / 52.36833°N 4.89028°Ø